# Библиография Александра Грина
За четверть века (1906—1932) Александр Грин успел опубликовать около четырёхсот своих произведений в прозе и стихах. Это шесть романов (ещё один остался незаконченным), несколько повестей, множество рассказов и поэтических произведений.

## Произведения

### Романы
- Блистающий мир (1924)
- Золотая цепь (1925)
- Сокровище африканских гор (1925)
- Бегущая по волнам (1928)
- Джесси и Моргиана (1929)
- Дорога никуда (1930)
- Недотрога (не закончен)

### Повести и рассказы
1906
В Италию (первый легально опубликованный рассказ А. С. Грина)
Заслуга рядового Пантелеева
Слон и Моська
1907
Апельсины
Кирпич и музыка
Любимый
Марат
На бирже
На досуге
Подземное
Случай
1908
Горбун
Гость
Ерошка
Игрушка
Капитан
Карантин
Лебедь
Маленький комитет
Мат в три хода
Наказание
Она
Рука
Телеграфист из Медянского бора
Третий этаж
Трюм и палуба
Убийца
Человек, который плачет
1909
Барка на Зелёном канале
Воздушный корабль
Дача большого озера
Кошмар
Маленький заговор
Маньяк
Ночлег
Окно в лесу
Остров Рено
По брачному объявлению
Происшествие в улице Пса
Рай
Циклон в Равнине Дождей
Штурман «Четырёх ветров»
1910
В разливе
В снегу
Возвращение «Чайки»
Дуэль
Имение Хонса
История одного убийства
Колония Ланфиер
Малинник Якобсона
Марионетка
На острове
На склоне холмов
Находка
Пасха на пароходе
Пороховой погреб
Пролив бурь
Рассказ Бирка
Река
Смерть Ромелинка
Тайна леса
Ящик с мылом
1911
Лесная драма
Лунный свет
Позорный столб
Система мнемоники Атлея
Слова
1912
Гостиница Вечерних огней (1912)
Жизнь Гнора
Зимняя сказка
Из памятной книжки сыщика
Ксения Турпанова
Лужа Бородатой Свиньи
Пассажир Пыжиков
Приключения Гинча
Проходной двор
Рассказ о странной судьбе
Синий каскад Теллури
Трагедия плоскогорья Суан
Тяжёлый воздух
Четвёртый за всех
1913
Авантюра
Балкон
Всадник без головы
Глухая тропа
Гранька и его сын
Далёкий путь
Дьявол оранжевых вод
Жизнеописания великих людей
Зурбаганский стрелок
История Таурена
На склоне холмов
Наивный Туссалетто
Новый цирк
Племя Сиург
Последние минуты Рябинина
Продавец счастья
Сладкий яд города
Табу
Таинственный лес
Тихие будни
Три похождения Эхмы
Человек с человеком
1914
Без публики
Забытое
Загадка предвиденной смерти
Земля и вода
И для меня придёт весна
Как силач Рыжий Джон боролся с королём
Легенды войны
Мёртвые за живых
На волоске
Один из многих
Повесть, оконченная благодаря пуле
Поединок
Покаянная рукопись
Происшествия в квартире г-жи Сериз
Редкий фотографический аппарат
Совесть заговорила
Страдалец
Странное происшествие на маскараде
Судьба, взятая за рога
Три брата
Урбан Грац принимает гостей
Чёрный хрусталь сипая
Эпизод при взятии форта Циклоп
1915
Авиатор-лунатик
Акула
Алмазы
Армянин Тинтос
Атака
Баталист Шуан
Без вести пропавший
Битва в воздухе
Блондинка
Бой быков
Бой на штыках
Борьба с пулемётом
Вечная пуля
Взрыв будильника
Возвращённый ад
Волшебный экран
Выдумка Эпитрима
Гарем Хаки-бея
Голос и звуки
Два брата
Двойник Плереза
Дело с белой птицей, или Белая птица и разрушенный костёл
Дикая мельница
Друг человека
Железная птица
Жёлтый город
Зверь Рошфора
Золотой пруд
Игра
Игрушки
Интересная фотография
Искатель приключений
Капитан Дюк
Качающаяся скала
Кинжал и маска
Кошмарный случай
Леаль у себя дома
Летающий дож
Медведь и немец
Медвежья охота
Морской бой
На американских горах
Над бездной
Наёмный убийца
Наследство Пик-Мика
Непробиваемый панцирь
Ночная прогулка
Ночью
Ночью и днём
Опасный прыжок
Оригинальный шпион
Остров
Охота в воздухе
Охота на Марбруна
Охота на хулигана
Охотник за минами
Пляска смерти
Поединок предводителей
Предсмертная записка
Происшествие с часовым
Птица Кам-Бу
Путь
Пятнадцатое июля
Разведчик
Ревность и шпага
Роковое место
Рука женщины
Рыцарь Мальяр
Свадьба Маши
Серьёзный пленник
Сила слова
Синий волчок
Слово-убийца
Смерть Аламбера
Спокойная душа
Странное оружие
Страшная посылка
Страшная тайна автомобиля
Судьба первого взвода
Тайна лунной ночи
Там или там
Три встречи
Три пули
Убийство в рыбной лавке
Убийство романтика
Удушливый газ
Ужасное зрение
Хозяин из Лодзи
Чёрные цветы
Чёрный роман
Чёрный хутор
Чудесный провал
1916
Алые паруса (Написана в 1916—1922 годах; опубл. 1923)
Большое счастье маленького борца
Весёлая бабочка
Вокруг света
Воскресение Пьера
Высокая техника
За решётками
Захват знамени
Идиот
Как я умирал на экране
Лабиринт
Львиный удар
Непобедимый
Нечто из дневника
Огонь и вода
Отравленный остров
Отшельник Виноградного пика
Призвание
Романтическое убийство
Слепой Дей Канет
Сто вёрст по реке
Таинственная пластинка
Тайна дома 41
Танец
Трамвайная болезнь
Фантазёры
Чёрный алмаз
1917
Буржуазный дух
Возвращение
Восстание
Враги
Главный виновник
Дикая роза
Каждый сам миллионер
Любовница пристава
Маятник весны
Мрак
Нож и карандаш
Огненная вода
Оргия
Пешком на революцию (очерк)
Покой
Продолжение следует
Рене
Рождение грома
Роковой круг
Самоубийство
Создание Аспера
Торговцы
Труп-невидимка
Узник «Крестов»
Ученик чародея
Фантастическое провидение
Человек с дачи Дурново
Чёрный автомобиль
Шедевр
Эсперанто
1918
Ату его!
Борьба со смертью
Бука-невежа
Ваня рассердился на человечество
Весёлый мертвец
Вперёд и назад
Выдумка парикмахера
Как я был царём
Карнавал
Клубный арап
Колосья
Корабли в Лиссе (опубл. 1922)
Лакей плюнул в кушанье
Легче стало
Отставший взвод
Преступление Отпавшего Листа
Пустяки
Разговор
Сделайте бабушку
Сила непостижимого
Старик ходит по кругу
Три свечи
1919
Волшебное безобразие
Истребитель
1921
Гриф
Состязание в Лиссе
1922
Белый огонь
В гостях у приятеля
Канат
Монте-Кристо
Нежный роман
Новогодний праздник отца и маленькой дочери
Сарынь на кичку
Тифозный пунктир
1923
Бунт на корабле «Альцест»
Гениальный игрок
Гладиаторы
Голос и глаз
Ива
Как бы там ни было
Лошадиная голова
Приказ по армии
Пропавшее солнце
Путешественник Уы-Фью-Эой
Русалки воздуха
Сердце пустыни
Словоохотливый домовой
Убийство в Кунст-Фише
1924
Безногий
Белый шар
Бродяга и начальник тюрьмы
Весёлый попутчик
Гатт, Витт и Редотт
Голос сирены
Заколоченный дом
Крысолов
На облачном берегу
Обезьяна
По закону
Случайный доход
1925
Золото и шахтёры
Победитель
Серый автомобиль
Четырнадцать футов
Шесть спичек
1926
Брак Августа Эсборна
Змея
Личный приём
Нянька Гленау
Чужая вина
1927
Два обещания
Легенда о Фергюсоне
Слабость Даниэля Хортона
Странный вечер
Фанданго (рассказ)|Фанданго]]
Четыре гинеи
1928
Акварель
Социальный рефлекс
Элда и Анготея
1929
Ветка омелы
Вор в лесу
Гнев отца
Измена
Открыватель замков
1930
Бочка пресной воды
Зелёная лампа
История одного ястреба
Молчание
1932
Автобиографическая повесть
1933
Бархатная портьера
Комендант порта
Пари

## Издания

### Сборники рассказов
- Шапка-невидимка (1908): Содержание: Марат; Кирпич; Кирпич и музыка; Подземное; В Италию; Случай; Апельсины; На досуге; Гость; Любимый; Карантин
- Рассказы (1910)
- Загадочные истории (1915)
- Знаменитая книга (1915)
- Происшествие в улице пса (1915)
- Искатель приключений (1916)
- Трагедия плоскогорья Суан. На склоне холмов (1916)
- Белый огонь (1922)
- Сердце пустыни (1924)
- Гладиаторы (1925)
- На облачном берегу (1925)
- Пролив бурь (1925): Содержание: Пролив бурь.
- Капитан (1926): Содержание: Капитан.
- Золотой пруд (1926)
- История одного убийства (1926)
- Штурман «Четырёх ветров» (1926)
- Брак Августа Эсборна (1927)
- Корабли в Лиссе (1927): Содержание: Корабли в Лиссе, Капитан Дюк, Алые паруса, Пролив бурь, Штурман «Четырёх Ветров», Возвращение, Табу, Остров Рено.
- По закону (1927)
- Весёлый попутчик (1928)
- Вокруг света: Рассказы (1928): Содержание: Вокруг света; Весёлый попутчик; Шесть спичек.
- Чёрный алмаз (1928)
- Колония Ланфиер (1929): Содержание: Колония Ланфиер; Трагедия плоскогорья Суан; Рене; Ива; Сердце пустыни; Лошадиная голова; Лунный свет; Возвращённый ад; На склоне холмов.
- Окно в лесу (1929): Содержание: Окно в лесу; Лужа бородатой свиньи; Новый цирк; История Таурека; Всадник без головы; Мёртвый за живых; Рассказ Бирка; Гладиаторы; Львиный удар; Безногий; Таинственная пластинка; Как силач Ганс Пихгольц спас алмазы герцога Поммерси; Состязание в Лиссе; Волшебное безобразие; Огненная стрела; Гостиница Вечерних Огней; Путешественник Ун-Фью-Эой.
- Приключения Гинча (1929): Содержание: Приключения Гинча; Тихие будни; Земля и вода; Ночлег; Таинственный лес; Три брата; Дача большого озера; Находка.
- Огонь и вода (1930)

Журналы
Выборочно:
- «Новый журнал для всех», № 20. — СПб., 1910. — Александр Грин «Пролив Бурь». С.37—71; — 126 с.
- «Русское богатство» №3, 1912. — Александр Грин «Ксения Турпанова». С.115—130; — 168 с.
- «Солнце России» № 28, 1913. — Александр Грин «Глухая тревога».
- «Нива» № 43; №44; № 45, № 46, 1913. — Александр Грин «Зурбаганский стрелок».
- «Летучие альманахи», Выпуск 1. — СПб.: Рубикон, 1913.  — Александр Грин «Синий каскад Теллури».
- «Солнце России» № 155 (4), СПб., Март 1913.  — Александр Грин «Последние минуты Рябинина»: рассказ.
- «Синий журнал» № 26, 1913. — Александр Грин «Всадник без головы»: рукопись XVIII столетия. — С. 2-4.
- «Синий журнал» № 9, 1914. — Александр Грин «Загадка предвиденной смерти»: рассказ.
- «Современный мир» № 8, 1915. — Александр Грин «Капитан Дюк»: Рассказ.
- «Новый сатирикон» № 9, 1915. — Александр Грин «Флюгер»: стихотворение. С.7; — 12 с.
- «Огонёк» №48, 1915. — Александр Грин «Медвежья охота»: Рассказ. С.5—8; — 16 с.; Илл. худ. С. В. Животовский.
- «Петроградский листок» Рождественский номер, № 102. СПб., 1916. — Александр Грин «Покаянная рукопись»: Рассказ. — С. 10-11.; — С. 22.
- «Современный мир» № 1, СПб.. 1917. — Александр Грин «Покой»: Рассказ. — 318 с.[7]
- «Огонёк» № 8, 1917. — Александр Грин «Выступ скалы»: Рассказ. С.117—119; — 128 с.
- «Огонёк» № 17, 1917. — Александр Грин «Ученик чародея»: Рассказ. С.258—267; — 270 с.
- «Россия» № 3(12), 1924.  — Александр Грин «Крысолов» — рассказ.
- «Красная нива» № 24, 1925. — Александр Грин «Четырнадцать фут»: Рассказ. С. 550—552; — 568 с.
- «Красная нива» № 45, 1925. — Александр Грин «Шесть спичек»: Рассказ. С. 1085—1089; — 1104 с.
- «Красная нива» № 13, 1926. — Александр Грин «Брак Августа Эсборна»: Рассказ. С. 4—6; — 24 с.
- «Красная нива» № 32, 1926. — Александр Грин «Пьер и Суринэ»: Рассказ. С. 4—7; — 24 с.

Альманахи и коллективные сборники
- Летучие альманахи. — Выпуск XIV. — СПб., 1914. — 136 с. — Грин А. Мат в три хода. С. 71-81.
- Альманах восемнадцати. Писатели — Крыму. Литературный альманах. — Д. Бедный, В. Вересаев, М. Горький, А. Грин, Е. Замятин, В. Лидин, В. Луговской, Б. Пастернак, Б. Пильняк, А. Перегудов, А. Серафимович, С. Сергеев-Ценский, Ал. Толстой, К. Тренёв, К. Федин, О. Форш, И. Уткин, А. Яковлев. — М.: 1930. — 240 с. — Грин А. Покинутый в океане (Из романа «Бегущая по волнам» С. 175-227.

Книги
- Грин А. Заслуга рядового Пантелеева. М., 1906
- Грин А. Шапка-невидимка: [Рассказы о революционерах] — Санкт-Петербург: кн. маг. «Наша жизнь», 1908. — 179 с.
- Грин А. Маленький заговор: [Рассказ] — СПб.: Освобождение, [1910]. — 62 с. (Современная русская литература; № 49)
- Грин А. Приключения Гинча: [Рассказ] — М.: Эпоха, 1912. — 92 с. (Белая библиотека; Кн. 9-10)
- Грин А. Загадочные истории: [Рассказы] — Петроград: Журн. "Отечество", 1915. — 205 с.
- Грин А. Происшествие в улице Пса; Пролив бурь; Зурбаганский стрелок; Колония Ланфиер; Новый цирк: [Рассказы] — Петроград: Новый Сатирикон, 1915. — 251 с. (Карманная библиотека)
- Грин А. Знаменитая книга: Рассказы. — Обл. худож. В.С. Сварога. — Петроград: Печать, 1915. — 137 с. (Новая библиотека. Журнал журналов; № 1)
- Грин А. Искатель приключений: Рассказы. — М.: Северные дни, 1916. — 245 с.
- Грин А. Белый огонь: Рассказы. — Петроград: Полярная звезда, 1922. — 72 с.
- Грин А. Рассказы. — М.—Л.: Гос. изд-во, 1923. (Пг. : тип. "Печатный двор"). — 411 с. (Библиотека русских романов)
- Грин А. Алые паруса: Повесть. — М.—Л.: Л. Д. Френкель, 1923. — 141 с. — 5 000 экз. [тип. МСНХ аренд. т-во "Московский печатник"]
- Грин А. Сердце пустыни: Сборник рассказов. — М.: Земля и фабрика, 1924. — 142 с.
- Грин А. Блистающий мир: Роман в 2 частях. — М.—Л.: Земля и фабрика, 1924. — [тип. "9-е января"] — 196 с. — 5000 экз.
- Грин А. Пролив бурь: Рассказ. — М.: Красная звезда, 1925. — 64 с. — 10 000 экз. (Дешёвая юмористическая и сатирическая библиотека; [Вып. 8])
- Грин А. На облачном берегу: Повести. — М.—Л.: Гос. изд-во, 1925 (Л.: тип. "Коминтерн") — 231 с.
- Грин А. На склоне холмов; Предательское пятно; Убийство в рыбной лавке; Победитель; Возвращение: [Рассказы]. — М.: Красная звезда, 1925. — 60 с. (Дешевая юмористическая и сатирическая библиотека; [Вып. 5])
- Грин А. Сокровище африканских гор: Роман. — М.—Л.: Земля и фабрика, 1925 (13-я тип. "Мосполиграф" "Мысль печатника"). — 196 с.; — 5 000 экз. (Библиотека приключений)
- Грин А. Гладиаторы: Рассказы. — М.: Недра, 1925. — 212 с.
- Грин А. Золотая цепь: Роман. — Харьков: Пролетарий, 1925. — 203 с.
- Грин А. Капитан Дюк: Рассказ. — М.: РИО ЦК водников, 1925. — 28 с. (Библиотечка "На вахте" 11)
- Грин А. Капитан: Рассказ. — М.—Л.: Земля и фабрика, 1926. — 30 с. — 10 000 экз. [Л.: Гос. учеб.-практ. школа-тип. им. тов. Алексеева] (Библиотека сатиры и юмора)
- Грин А. Золотой пруд: Рассказы. — М.—Л.: Гос. изд-во, 1926. — 63 с.; [тип. "Красный пролетарий"] (Универсальная библиотека; № 49)
  - Грин А. Золотой пруд: Рассказы. — 2-е изд. — М.—Л.: Гос. изд-во, 1927. — 64 c. [тип. "Красный пролетарий"] (Универсальная библиотека; № 49)
- Грин А. Штурман "Четырех ветров": Рассказы. — М.—Л.: Земля и фабрика, 1926. — 134 с. [тип. Госиздата "Красный пролетарий"]
- Грин А. Алые паруса: Повесть. — Харьков: Пролетарий, 1926. — 118 с.
- Грин А. История одного убийства: [Рассказы]. — М.—Л.: Земля и фабрика, 1926. — 110 с. (тип. "Красный пролетарий")
- Грин А. Вокруг центральных озер: Рассказ. — Худож. С. И. Волуцкий. — М.—Л.: Молодая гвардия, 1927 (Л.тип. изд-ва «Молодая гвардия»). — 111 с.: ил. — 5000 экз. (Библиотека приключений на суше и море. Для детей старшего возраста)
- Грин А. Штурман "Четырёх ветров": Рассказы. — Обложка: Петр Алякринский. — 2-е изд. — М.—Л.: Земля и фабрика, 1927. — 132 с. [тип. Госиздата "Красный пролетарий"]
- Грин А. История одного убийства: Рассказы. — Обложка: В. Александровский. — М.—Л.: Земля и фабрика, 1927. — 112 с. [тип. Госиздата "Красный пролетарий"]
- Грин А. Золотой пруд: Рассказы. — 2-е изд. — М.—Л.: Гос. изд-во, 1927. — 63 с. [тип. "Красный пролетарий"] (Универсальная библиотека; № 49)
- Грин А. По закону: Рассказы. — М.—Л.: Молодая гвардия, 1927. — 88 с. [тип. изд-ва «Молодая гвардия»]
- Грин А. Крысолов: Рассказ. — М.: акц. о-во "Огонёк", 1927. — 50 с. — [13-я тип. "Мосполиграфа" "Мысль печатника"] (Библиотека "Огонёк" № 250)
- Грин А. Сокровище африканских гор: Роман. — Обложка: Б. Шварц. — 2-е изд. — М.—Л.: Земля и фабрика, 1927. (М.: тип. Госиздата "Красный пролетарий"). — 191 с.
- Грин А. Брак Августа Эсборна: Рассказы. — Л.: Прибой, 1927. — 136 с. — 6000 экз.
- Грин А. Бегущая по волнам: Роман. — М.—Л.: Земля и фабрика, 1928. — 243 с.
- Грин А. Вокруг света: Рассказы. — М.: Огонёк, 1928 (7-я тип. "Искра революции" Мосполиграфа). — 44 с. (Библиотека "Огонёк" № 362)
- Грин А. Колония Ланфиер: Рассказы. — Обложка: Л. С. Хижинского. — Л.: Мысль, МСМXXIXБ, 1929. — [гос. тип. им. Евг. Соколовой] — 334 с. — 4200 экз.
- Грин А. Джесси и Моргиана: Роман. — Л: Прибой, 1929. — 270 с.
- Грин А. Приключения Гинча: рассказы. — Обложка: U [Ушин]. — Л.: Мысль, 1929 (тип. Гидр. упр. Управл. в.-мор. сил РККА). — 295 с.; 4100 экз.
- Грин А. На облачном берегу: Рассказы. — М.: Акц. изд. о-во "Огонёк", 1929. — 44 с.; [типо-лит. акц. о-ва "Огонёк"] — (Библиотека "Огонёк" № 473)
- Грин А. Огонь и вода: Рассказы. — Обложка: А. С. Левин. — М.: Федерация, 1930. — 214 с. [тип. газ. "Правда"]
- Грин А. Дорога никуда: Роман. — Папка: В. О. Роскин. — М.: Федерация, 1930. — 391 с. [14-я тип. Мосполиграф]

### Собрание сочинений
- Грин А. Собрание сочинений в трёх томах. — СПб.: «Прометей», 1913.
  - Т. 1. Штурман «Четырёх ветров». — 264 с.
  - Т. 2. Пролив бурь. — 214 с.
  - Т. 3. Позорный столб. – 232 с.
- Грин А. Полное собрание сочинений в 15 т. (Вышло 8 томов). — Обложка Л. С. Хижинского. — Л.: Мысль, 1927 — 1929. 
  - I том. Бегущая по волнам. не вышел
  - II том. Золотая цепь: Роман. — 6200 экз. — Л.: Мысль, 1927. – 199 с. — 6200 экз.
  - III том. Блистающий мир. не вышел
  - IV том. Ром и Табак. (Вышел в издательстве «Федерация» под названием «Огонь и вода». — Л., 1930. [На обл. 1929.] – 214 с.)
  - V том. Шесть спичек: Рассказы. — Л.: Мысль, 1927. – 192 с. — 6200 экз.
  - VI том. Чёрный алмаз. — Л.: Мысль, 1928. — 186 с. — 6200 экз.
  - VII том. Проходной двор. не вышел
  - VIII том. Окно в лесу: Рассказы. — Л.: Мысль, 1929. – 253 с.
  - IX том. Третий этаж. не вышел
  - X том. Фанданго. не вышел
  - XI том. Весёлый попутчик: Рассказы. — Л.: Мысль, 1928. – 207 с. — 6200 экз.
  - XII том. Корабли в Лиссе: Повести и рассказы. — Л.: Мысль, 1927. — 271 с. — 6200 экз.
  - XIII том. Колония Ланфиер: Рассказы. — Л.: Мысль, 1929. – 332 с.
  - XIV том. Приключения Гинча. — Л.: Мысль, 1929. – 295 с.
  - XV том. Отблеск меча. не вышел

### Посмертные издания
Выборочно:
- Грин А. Фантастические новеллы; Под ред. и со вступ. статьей Корнелия Зелинского. — Гравюры на дереве В. Козлинского. — М.: Сов. писатель, 1934. — 597 с. : ил. [тип. им. Сталина]
- Грин А. Дорога никуда: Роман. — Гравюры на дереве В. Козлинского. — М.: Сов. писатель, 1935. — 451 с.; 10 200 экз. [типо-лит. им. Воровского]
- Грин А. Рассказы. — Л.: Изд-во писателей в Ленинграде, 1935 (тип. им. Володарского). — Суп.-обл., переплёт, 269 с.
- Грин А. Рассказы: 1880—1932. — М.: Сов. писатель, 1937. — 287 с.: ил.
- Грин А. Золотая цепь: Автобиографическая повесть. — М.: Сов. писатель, 1939. — 276 с., 1 вкл. л. портр.
- Грин А. Рассказы: [Для ст. возраста] / Ред. и предисл. ["Александр Грин", с. 3—10] К. Паустовского; Рис. Л. Фейнберга. — М.—Л.: Детиздат, 1940. — 292 с.: ил.
- Грин А. Избранное. — М.: Советский писатель, 1941.
- Грин А. Алые паруса. — М.—Л. Военмориздат, 1944.
- Грин А. Бегущая по волнам. — М.—Л. Детгиз, 1946
- Грин А. Алые паруса: Рассказы. — Мюнхен, 1946. — 127 с.
- Грин А. Избранное, в двух томах. — Симферополь: Крымиздат, 1962. Вступительная статья В. Вихрова.
- Грин А. Из неизданного и забытого. — Литературное наследство, т. 74. — М.: Наука, 1965.
- Грин А. Алые паруса: [Роман для сред. и ст. шк. возраста] — Чебоксары: Чуваш. кн. изд-во, 1979. — 78 с.: ил., цв. ил.
- Грин А. Алые паруса: Феерия. [Для сред. и ст. шк. возраста] — Саратов: Приволж. кн. изд-во, 1983. — 70 с.
- Грин А. Новеллы. — М.: Московский рабочий, 1984. — 416 с. Предисловие Вл. Амлинского.
- Грин А. Алые паруса; Блистающий мир: Роман, рассказы. — Якутск: Кн. изд-во, 1985. — 355 с.
- Грин А. Золотая цепь: [Сборник]. — Южно-Сахалинск: Дальневост. кн. изд-во: Сахалин. отд-ние, 1987. — 240 с.
- Грин А. Сокровище африканских гор: [Сборник: Для ст. и сред. шк. возраста] / [Предисл. И. Ю. Бурдиной; Худож. А. А. Селиванов]. — Ярославль: Верх.-Волж. кн. изд-во, 1993. — 432 с.: ил. — ISBN 5-7415-0418-3
- Грин А. Автобиографическая повесть; Шапка-невидимка; Штурман "Четырех ветров": [рассказы]. — М.: Пресса, 1995. — 462 с.; 35000 экз. — ISBN 5-253-00838-1
- Грин А. Корабли в Лиссе. — М.: ОЛМА-пресс, 2000. — 349, [2] с. : ил., портр.; ISBN 5-224-01481-6 (Имена. Классика)
- Грин А. Сокровище африканских гор: Романы. — М.: Росмэн, 2001. — 511 с. — (Золотой треугольник). — ISBN 5-8451-0717-2
- Грин А. Я пишу вам всю правду. Письма 1906—1932 годов. — Коктебель, 2012. — (Образы былого). — ISBN 978-966-96454-7-6
- Грин А. Алые паруса: [повесть, рассказы: 12+] — СПб.: Азбука, cop. 2015. — 315 с.; — 7000 экз. — ISBN 978-5-389-04900-0 (Мировая классика)
- Грин А. Алые паруса: [16+] — М.: Эксмо, 2020. — 285 с.: ил.; — 3000 экз. — ISBN 978-5-04-115565-0 (Яркие страницы)

Собрания сочинений
- Грин А. Собрание сочинений, 1—6 т. М.: Правда, 1965.
- Грин А. Собрание сочинений, 1—6 т. М.: Правда, 1980. Переиздано в 1983 году.
- Грин А. Собрание сочинений, 1—5 т. М.: Художественная литература, 1991.
  - Т. 1: Рассказы, 1906-1912. — Вступит. стат., состав. и прим. А. Ревякиной. — М.: Худож. лит., 1991. — 703 с.; портр. — 100 000 экз. ISBN 5-280-01608-X
  - Т. 2: Рассказы, 1913-1916. — [Сост. с науч. подгот. текста Л. Михайловой; Примеч. А. Ревякиной]. — М.: Худож. лит., 1991. — 655 с.; — 100 000 экз. ISBN 5-280-01610-X
  - Т. 3: Рассказы, 1917-1930; Стихотворения; Поэма. — [Сост. с науч. подгот. текста В. Россельса; Примеч. А. Ревякиной, Ю. Первовой]. — М.: Худож. лит., 1991. — 734 с.; — ISBN 5-280-01611-X
  - Т. 4: Алые паруса; Блистающий мир; Золотая цепь; Сокровище африканских гор: Романы. — [Сост. с науч. подгот. текста В. Россельса; Примеч. А. Ревякиной]. — М.: Худож. лит., 1994. — 543 с.; — 25 000 экз. ISBN 5-280-02046-X
  - Т. 5: Бегущая по волнам; Джесси и Моргиана; Дорога никуда: Романы.; Хронологическая канва жизни и творчества А. С. Грина. — [Сост. с науч. подгот. текста В. Россельса; Примеч. А. Ревякиной, Ю. Первовой]. — М.: Худож. лит., 1997. — 606 с.; — 10 000 экз. ISBN 5-280-02047-8

Повесть «Южная звезда», которую Грин начал писать в 1929 году, была опубликована под названием «Ранчо «Каменный столб» в сборнике фантастической и приключенческой литературы «Янтарная комната» в 1961 году.